# Per Erik Wallqvist
Per Erik Wallqvist, 7 septembre 1797 à Stockholm – 16 février 1855, est un danseur et maître de ballet suédois. Il fut le premier maître de ballet du Ballet royal suédois d'origine suédoise. Il exerça à l'Opéra royal de Stockholm de 1827 à 1833.